# Lingen (Adelsgeschlecht)

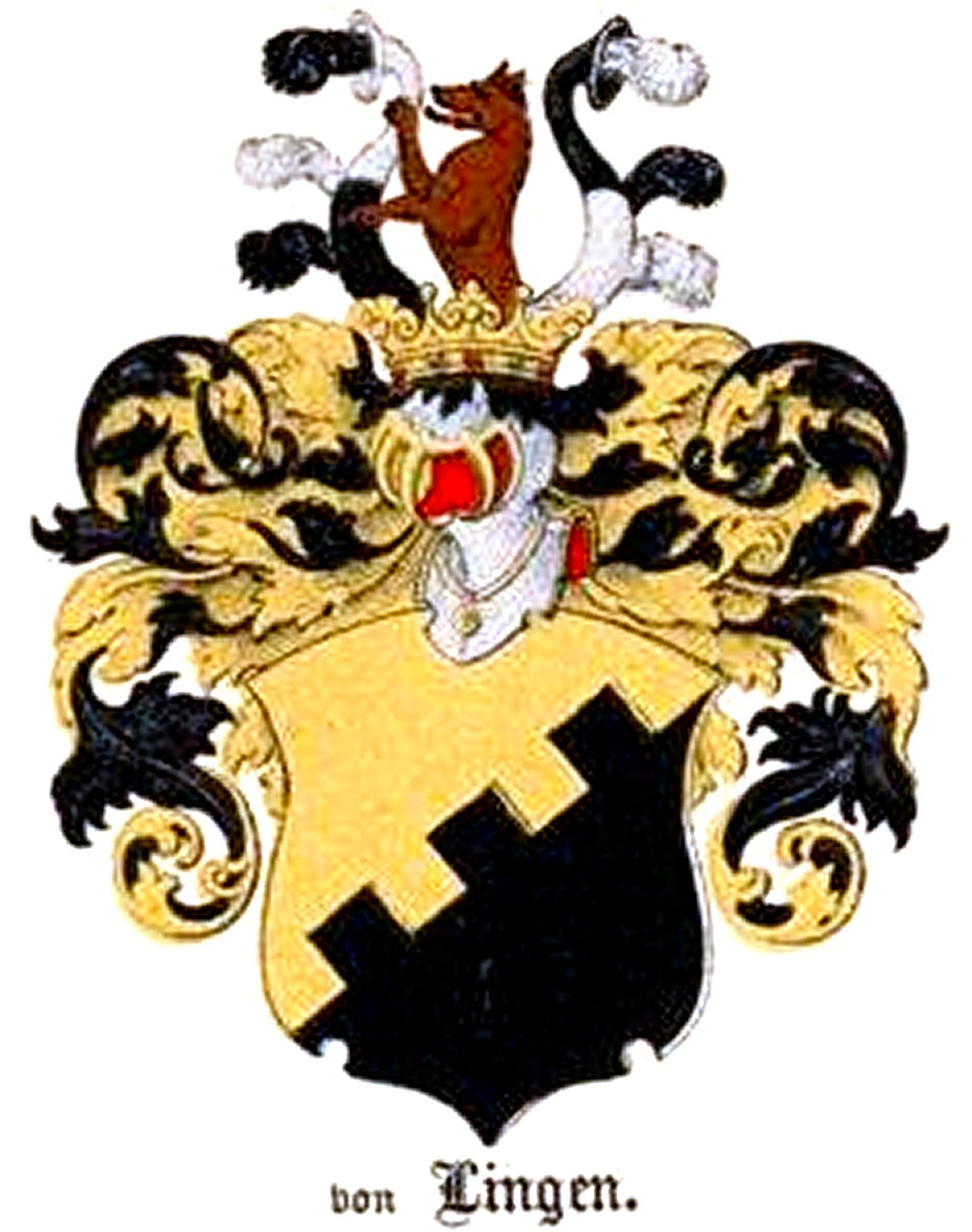
Wappen des baltischen Adelsgeschlechts „von Lingen“

Lingen ist der Name des deutsch-baltischen Adelsgeschlechts, welches sich um 1670, aus Eckernförde stammend, auf der estländischen Insel Ösel angesiedelt hatte.

## Geschichte
Als Stammvater des öselschen Familienzweiges gilt Christopher von Lingen († 1703), der nachweisbar 1661 und 1662 als Schnitzer- und Tischlergesell benannt wird. Er wurde in Arensburg Bürger, Kaufmann und Ratsherr, dieses belegt die Unterschriften der gesamten Kaufleuten vom 25. August 1675, mit der er sich verpflichtete zu allen Versammlungen der Bürger zu kommen. Sein Sohn Friedrich von Lingen (1688–1756) war von 1735 bis 1756 Bürgermeister von Arensburg und war als öselscher Abgeordneter zur Krönung der Zarin Elisabeth entsandt. Dessen Sohn Georg Friedrich von Lingen (1728–1796) war in der Öselschen Ritterschaft Ritterschaftssekretär und erhielt vom Magistrat mittels eines Diploms einen Herkunftsnachweis, in dem sein Vater und Großvater namentlich benannt werden. Darüber hinaus sind auch gleiche Namensträger in Narva und Reval bekannt, die vorrangig als Kaufleute und Bürger registriert waren und deren Herkunft aus Westfalen und Lübeck stammte. Ungeklärt ist das Adelsprädikat „von“, es handelt sich dabei wohl eher um die Herkunftsbezeichnung. Die Stadt Lingen an der Ems könnte als Stammheimat des Geschlechts angenommen werden. Einige der baltischen Familienmitglieder haben russische Dienstadelsprädikate erworben. Christoph Johann von Lingen (1744–1802) war Bürgermeister von Reval und erhielt den Rang eines Kollegienassessor, wodurch er russischer Edelmann wurde. Sein Sohn Magnus (1789–1865) war ebenfalls Bürgermeister von Reval, Kaufmann und Börsenmakler in Sankt Petersburg und sein zweiter Sohn Andreas Alexander (1792–1866) war russischer General der Artillerie. Am 8. Dezember 1845 wurde Andreas Alexander in die öselsche Adelsmatrikel aufgenommen, ihm folgte sein Vetter Magnus von Lingen (1789–1865) und wiederum dessen Sohn Karl von Lingen als russischer Geheimrat in Sankt Petersburg. Zu ihren Gütern zählten Kusenöm und Müllershof auf Ösel und Göttküll und Türsell in Estland.

### Lingen (Schweden)
Ein weiteres Adelsgeschlecht mit gleichem Namen und ähnlich blasoniertem Wappen existiert in der schwedischen Ritterschaft, dessen Stammvater war Johan Claesson von Lingen aus einem deutschen Adelsgeschlecht. Sein Enkel Reinhold Johan von Lingen (1708–1785) war königlich schwedischer Generalleutnant und wurde 1743 in den schwedischen Adelsstand erhoben (Nr. 1875) und 1764 in den Freiherrenstand (Nr. 305) erhoben. Diese Familie erlosch 1867 und hatte mit den öselschen von Lingen keine genealogische Verbindung.

## Stammfolge
Christopher von Lingen († 1703) ⚭ Catharina Lorenzdaus (* 1719 in Arensburg)
- Friedrich von Lingen (* 1688 – † 1756 in Arensburg), Ratsherr, Bürgermeister von Arensburg ⚭ I.) Anna Katharina Westrehn († 1725) II.) Charlotte Frantzen
- I.) Georg Friedrich von Lingen (* 1728, † 1796 in Arensburg), Syndicus, öselscher Ritterschaftssekretär ⚭ Christine Lovisa Komprecht (1738–1807)
  - Johann Friedrich von Lingen (* 1761 in Arensburg, † 1790 in Sankt Petersburg), russischer Seconde-Major
- II.) Christoph Johann von Lingen (* 1744 in Arensburg, † 1808 in Reval), Kaufmann, Bürgermeister in Reval, Zollinspektor ⚭ I.) Anna Dorothea Hunnius (1744–1777) II.) Christine Helene Jürgens (1758–1819)
  - I.) Karl Friedrich von Lingen (1767–1832), Zolldirektor und Hofrat ⚭ Henriette Elisabeth Jenken (1778–1852)
  - II.) Magnus von Lingen (* 1789 in Reval, † 1865 in Sankt Petersburg), Herr auf Göttküll und Türsell in Estland, Kaufmann, Bürgermeister in Reval ⚭ Marie Henriette von Wistinghausen (1795–1860)
    - Karl von Lingen (1817–1896 in Sankt Petersburg) Dr. med., Geheimrat ⚭ Marie Juliane Baer, Edle von Huthorn (1828–1900)
      - Karl Magnus Max von Lingen (* 1851 in Sankt Petersburg, † 1924 in Dorpat), Dr. phil., Oberlehrer, Staatsrat ⚭ Agnes Maria Rathlef
        - Ernst Leo von Lingen (* 1895) Dr. med.
        - Walter Max von Lingen (* 1898), Pastor

      - Leo Ernst von Lingen (1864–1923), Dr. med., Wahrer Geheimrat ⚭ Edith Maria Willkomm (1873), ab 1941 Priorin des Marienstift zu Reval
        -           - Leo Magnus Benvenuto von Lingen (* 1898), Jurist ⚭ Erna Raag (* 1896)
          - Bruno Maximilian Robert von Lingen (* 1903)

    - Johann Robert von Lingen (1819–1892) ⚭ Rosalie Hedwig Bassek (1836–1919)
      - Robert Alexander von Lingen (1863–1928) Jurist ⚭ Klara Wischnewski
        - Ronald von Lingen (* 191)

      - Emmanuel von Lingen (* 1865), Herr auf Kusenöm und Müllershof, Ehrenfriedensrichter ⚭ Florence von Buxhoeveden (* 1868)
        - Robert Ernst Wolfgang von Lingen (* 1896, † 1919 im Lazarett zu Mehntack in Estland) Dienst im Baltenregiment ⚭ Emmeline Gossart (* 1881)
        - Arend Robert von Lingen (* 1898 in Reval, † 1920 in Reval) Dienst im Baltenregiment

  - II.) Andreas Alexander von Lingen (1792–1866), russischer General der Artillerie ⚭ Anna von Schulmann (1810–1862)
    - Gustav Ferdinand von Lingen (1832–1882) russischer Generalmajor ⚭ Margareth Pauline von Lingen (1835–1884) Tochter des Magnus von Lingen
      - Ferdinand Robert von Lingen (* 1870 in Warschau, † 1922 in Reval) ⚭ Eugenie Stauff (* 1873)
        - Egon Friedrich Magnus von Lingen (* 1899)
        - Edwin von Lingen (* 1905 in Sankt Petersburg)
        - Herbert von Lingen (* 1911 in Sankt Petersburg)

      - Magnus Maximilian Woldemar von Lingen (* 1873 in Warschau, † 1919 in Riga) Bankdirektor ⚭ Clara Gauß (1873–1926)
      - Viktor Paul von Lingen (* 1877 in Grodno, † 1928 in Dresden) ⚭ Meta Gauß (* 1888)
        - Viktor von Lingen (* 1909 in Kowno)

## Wappen
Der Wappenschild ist von Gold über Schwarz durch Zinnenschnitt schräglinks geteilt. Die Helmzier ist ein wachsender natürlicher Wolf zwischen zwei von silber und schwarz über Eck geteilten Büffelhörner, außen je mit drei Straußenfedern besteckt. Die Helmdecke ist Schwarz-Gold.